# 乳房初長
乳房初長（Thelarche）是指乳房的第二次發育，一般是出現在女性青春期的初期。乳房初長一開始會出現在乳頭及乳暈中心的下方，是一個小而緊實的隆起物。乳房初長也會稱為「胸蕾」（breast bud），對應坦納分期階段二的乳房發育（坦納分期的階段一是乳房維持在青春期前未發育的情形）。乳房初長可能會出現在單側的乳房，也可能兩側乳房同時出現。
乳房初長是60%的女性在進入青春期時，第一個出現的身體變化，一般是在八歲以後，原因是因為雌二醇濃度的提高。女性的兩側乳房不一樣大是很正常的，尤其在乳房發育期間也容易出現。根據統計數據來看，比較常出現左側乳房大一點點的情形。極少數的情形下，兩側乳房的大小會有明顯的差異，甚至一個乳房完全沒有發育。
雖然有些男性的青春期也會有乳房發育的的情形，不過這稱為男性乳房发育症，多半也不會用「乳房初長」來描述男性乳房的發育。
若乳房初長太早出現，這可能是真性早熟症的第一個表徵。不過若沒有伴隨其他青春期或是性激素的變化，算是乳房早熟，一般不需特別進行治療。

## 乳房初長變異
乳房初長變異是介於乳房早熟症及性早熟症之間的情形。。乳房初長變異一般會伴隨陰毛的發育（阴毛初现）以及骨骼的成長，不過乳房初長變異不像性早熟症，這些發育不意味著性發育的成熟。

## 乳房初長的種族差異
乳房初長的平均年齡也會隨種族而不同。美國非裔女性的乳房初長年齡約在8.9至9.5歲、高加索裔約在10-10.4歲、西班牙裔約在9.8歲。

### 青春期現象
- 第二性徵
- 男性：初精
- 女性：初潮（初經）
- 陰毛初現
- 性腺初育

## 外部連結

### 青春期資訊
- 衛生福利部國民健康署-健康九九網站-青春好漾館 （页面存档备份，存于）
- 香港特別行政區政府衛生署學生健康服務-性教育 （页面存档备份，存于）